# Frankfurt-Nied
Nied is een stadsdeel van Frankfurt am Main. Het stadsdeel ligt in het westen van Frankfurt. Nied is met ongeveer 18.000 inwoners een middelgroot stadsdeel van Frankfurt. In Nied ligt een station van de S-Bahn Rhein-Main.

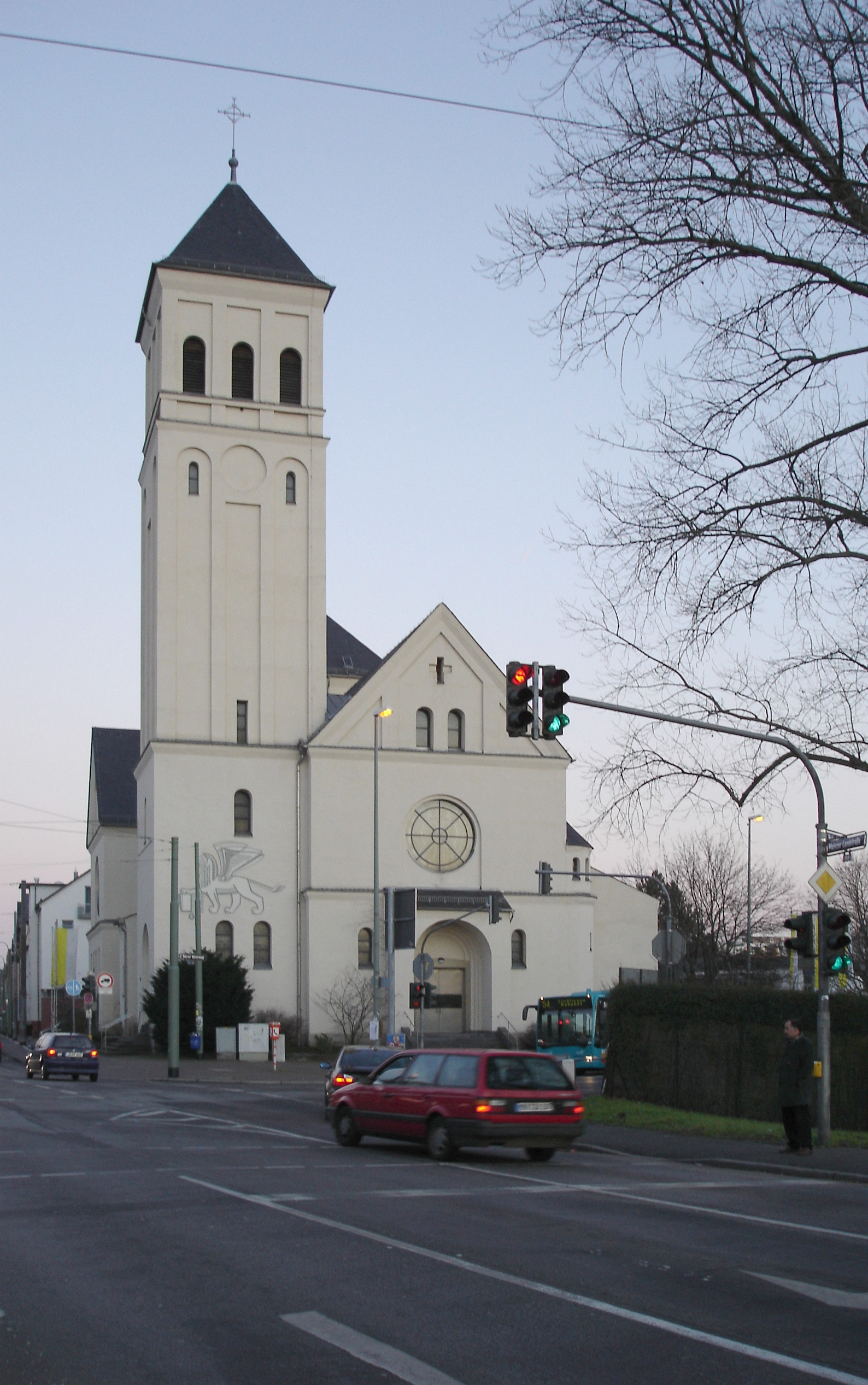
De katholieke kerk in Nied

Altstadt · Bahnhofsviertel · Bergen-Enkheim · Berkersheim · Bockenheim · Bonames · Bornheim · Dornbusch · Eckenheim · Eschersheim · Fechenheim · Flughafen · Frankfurter Berg · Gallus · Ginnheim · Griesheim · Gutleutviertel · Harheim · Hausen · Heddernheim · Höchst · Innenstadt · Kalbach-Riedberg · Nied · Nieder-Erlenbach · Nieder-Eschbach · Niederrad ·  Niederursel · Nordend · Oberrad · Ostend · Praunheim · Preungesheim · Riederwald · Rödelheim · Sachsenhausen · Schwanheim · Seckbach · Sindlingen · Sossenheim · Unterliederbach · Westend · Zeilsheim